# ACRF - Femmes en milieu rural
L'ACRF - Femmes en milieu rural est un mouvement catholique féministe belge fondé en 1958. L'ACRF est une association d'éducation permanente de femmes en milieu rural dont le but est de promouvoir l'épanouissement des femmes en Wallonie.

## Historique
En 1958, le « Cercle des fermières et ménagères rurales » se transforme en « ACRF », action chrétienne rurale des femmes, pour mettre l'accent sur le fait que c'est un mouvement apostolique s'adressant à toutes les femmes du monde rural. En 1961, on comptabilise la participation de 25 000 membres. Ce cap marque l'apogée du mouvement ainsi que son développement économique et sa modernisation. Cela va modifier les rapports que le mouvement entretient avec le reste de la société et fera des femmes des « actrices » dans la société. En 1980, le mouvement s'essouffle et connait une crise financière. En 1992, une professionnalisation du mouvement se réalise, il est reconnu comme éducation permanente par la Fédération Wallonie Bruxelles.

### Engagement social et politique
Durant les années 1970, il y a une réelle prise en conscience des femmes et de leur citoyenneté politique. L'ACRF va pousser les femmes à faire usage de leurs droits politiques surtout au niveau communal. On constate une valorisation de l'engagement bénévole social et politique des femmes.
Cependant, en parallèle de cette valorisation de l'engagement politique des femmes, un certain conservatisme en matière de mœurs persiste. Les valeurs familiales comme l'injonction au mariage et à la maternité sont toujours mis en avant.

### Promotion de la femme
Durant les années 1960, le mouvement de femmes en milieu rural va subir des transformations sociales. À la suite de la diffusion dans la société de modes de pensées diffusés par l'enseignement et reprises par le concile Vatican II, le mouvement va redéfinir ses priorités. Dans le milieu ouvrier, l'action sociale sera davantage mise en avant, alors que la dimension spirituelle de la Religion deviendra plus une réflexion éthique ; elle servira de socle commun des valeurs partagées. L'engagement des laïcs sera plus légitimé et des discours de promotion des femmes feront leur apparition.
Durant la seconde moitié des années 1960, le mouvement s'inscrit dans une tendance sociétale généralisée en faveur de la « promotion de la femme tout en gardant les valeurs fondamentales de la famille. Influencé par le concile Vatican II qui bouscule l'Église et dont le but est d'assurer un renouveau de l'Église en face du monde moderne et par le personnalisme chrétien, l'ACRF critique les modèles traditionnels de la femme « esclave d'habitudes ».
Le mouvement se positionne dans une optique différentialiste. Il reconnaît l'indépendance de la femme mais tend aussi à protéger sa vocation propre de mère et d'épouse.
L'ACRF s'insère alors dans le prolongement du féminisme réformiste maternaliste d'après-guerre et la vision qu'elle entretient de l'émancipation des femmes passe par leur rôle spécifique maternelle.

### Rapports avec les autorités ecclésiales
À la suite du Pacte scolaire de 1958, on observe une pacification des relations entre le monde catholique et laïque. L'institution cléricale perd donc peu à peu de son emprise au sein du mouvement. Le mouvement des femmes catholiques en milieu rural va même opérer une reformulation de leur identité chrétienne en valeurs pour toucher un plus grand public. 
En 1993, le siège de l'association revient à Assesse après un passage à Bruxelles. En mai 1995, l'appellation « Action catholique rurale des femmes» change pour devenir « Action chrétienne rurale des femmes ».
Avec leur magazine Plein Soleil, elles présentent différentes études qu'elle mènent et publient des articles sur des lieux et des acteurs composant le monde rural. Elles adoptent un catholicisme ouvert en y abordent des sujets contemporains comme l'homoparentalité, les questions sur le genre ou le développement pour l'accueil des migrants.

## Organisation
Son siège social est situé à Assesse dans l'ancien monastère des Récollectines d'Assesse. Pour financer l'entretien du monastère, l'ACRF a mis en place plusieurs initiatives. L'une de ces initiatives est la location de salle située dans l'enceinte à des particuliers. En outre, l'association organise deux fois par an une foire aux livres, proposant plus de 30 000 ouvrages.

## Buts et enjeux
Aujourd'hui, l'ACRF-Femme en milieu rural est une association adoptant un catholicisme d'ouverture. Leur but est d'ouvrir leurs portes à toutes les femmes militant pour une société rurale plus solidaire.
L'ACRF collabore avec d'autres organisations locales et nationales comme la FIMARC (la Fédération internationale des mouvements d'adultes ruraux catholiques).